# 史派瑞兄弟
麥可·史派瑞（英語：Michael Spierig，1976年4月29日—）與彼得·史派瑞（英語：Peter Spierig，1976年4月29日—）或共同稱作史派瑞兄弟（英語：Spierig brothers），是一對德國裔澳大利亞男導演、製片人和編劇，兩人為同卵雙胞胎。

## 作品列表
| 年份 | 標題                 | 職位 | 職位 | 職位 | 職位                   | 發行商         | 附註 |
| 年份 | 標題                 | 導演 | 製片 | 編劇 | 其他                   | 發行商         | 附註 |
| ---- | -------------------- | ---- | ---- | ---- | ---------------------- | -------------- | ---- |
| 2000 | 《大局》             | 是   | 是   | 是   | 否                     |                | 短片 |
| 2003 | 《活屍入侵》         | 是   | 是   | 是   | 剪輯 視覺效果 音響設計 | 獅門娛樂       |      |
| 2010 | 《血世紀》           | 是   | 否   | 是   | 視覺效果               | 獅門娛樂       |      |
| 2014 | 《超時空攔截》       | 是   | 是   | 是   | 視覺效果 音樂（彼得）  | Pinnacle Films |      |
| 2017 | 《奪魂鋸：遊戲重啟》 | 是   | 否   | 否   | 否                     | 獅門娛樂       |      |
| 2018 | 《溫徹斯特鬼屋》     | 是   | 否   | 是   | 否                     | CBS影業        |      |

## 外部連結
- Michael Spierig在互联网电影资料库（IMDb）上的資料（英文）
- Peter Spierig在互联网电影资料库（IMDb）上的資料（英文）
- 官方网站